# Rio Acaray
O rio Acaray é um curso de água que banha o Paraguai. Possui 160 km de extensão. Sua foz é no rio Paraná, ao norte de Ciudad del Este.

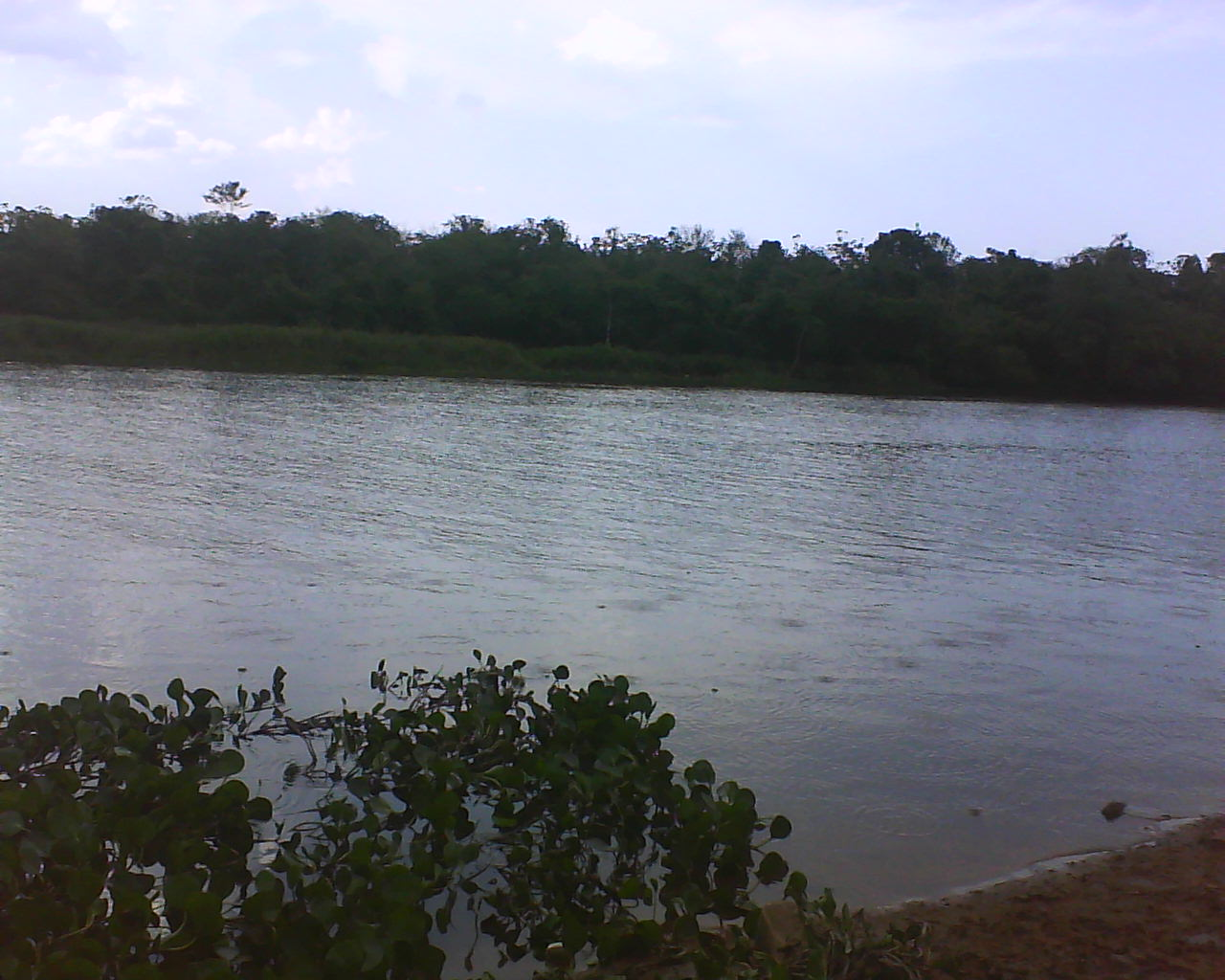
Rio Acaray entre Minga Guazú e Hernandarias.